# ものの歩
『ものの歩』（もののふ）は、池沢春人による日本の漫画作品。『週刊少年ジャンプ』（集英社）において、2015年42号から2016年34号まで連載された。
池沢の2作目となる連載作品で、プロ棋士を目指す男子高校生・高良信歩を主人公とした将棋漫画である。プロ棋士の橋本崇載が監修を担当している。話数カウントは「第○局」（○は漢数字）。
舞台は東京都で、千駄ケ谷駅（1話）・竹ノ塚駅（14話）などが描かれている。制作においては、作者が大まかなストーリーを決め、監修がそれに合わせて適切な棋譜・図面を用意する流れになっている。展開やキャラクターに監修は関わっておらず、作中の制度やルールは実際のそれとは異なる場合がある。
2016年4月から5月中旬まで将棋ウォーズとコラボレーションが行われた。また、同時期に電王戦のルポ漫画がジャンプ誌上と電王戦HPに掲載された。5月末に打ち切りが決定し、その2か月後に完結。

## あらすじ
要領が悪く、第一志望校に落ちて実家から離れた高校に通うことになった少年・高良信歩は、手違いで奨励会員たちのシェアハウスに入寮してしまう。しかし、そこで将棋の面白さに気付いた信歩は、ルームメイトたちと共にプロ棋士を目指して奮闘する。

## 登場人物
かやね荘の住人を筆頭に登場人物の多くは、名前に将棋の駒の名前が入っていて、一部のサブタイトルは、それにかけたものとなっている。

### 主要人物
| \| 9 \| 8 \| 7 \| 6 \| 5 \| 4 \| 3 \| 2 \| 1 \| \| \| \| \| \| \| \| \| \| \| \| 一 \| \| \| \| \| \| \| \| \| \| \| 二 \| \| \| \| \| \| \| \| \| \| \| 三 \| \| \| \| \| \| \| \| \| \| \| 四 \| \| \| \| \| \| \| \| \| \| \| 五 \| \| \| \| 歩 \| 歩 \| \| \| \| \| \| 六 \| \| 歩 \| 歩 \| 銀 \| 金 \| \| \| \| \| \| 七 \| \| \| 玉 \| 金 \| \| \| \| \| \| \| 八 \| \| 香 \| 桂 \| \| \| \| \| \| \| \| 九 \| |    |    |    |   |   |   |   |   |    |
| 14話で描かれた矢倉囲い（一部） |    |    |    |   |   |   |   |   |    |
| 9 | 8  | 7  | 6  | 5 | 4 | 3 | 2 | 1 |    |
| |    |    |    |   |   |   |   |   | 一 |
| |    |    |    |   |   |   |   |   | 二 |
| |    |    |    |   |   |   |   |   | 三 |
| |    |    |    |   |   |   |   |   | 四 |
| |    |    |    |   |   |   |   |   | 五 |
| |    | 歩 | 歩 |   |   |   |   |   | 六 |
| 歩 | 歩 | 銀 | 金 |   |   |   |   |   | 七 |
| | 玉 | 金 |    |   |   |   |   |   | 八 |
| 香 | 桂 |    |    |   |   |   |   |   | 九 |

高良 信歩（たから しのぶ）
主人公。15歳の少年。誕生日12月31日。176センチメートル。千賀高校の一年生。名前にある駒は「歩」。将棋のド素人からプロ棋士を目指す。
幼少の頃に母親を亡くし、複雑な家庭環境で育った。
努力家だが要領が悪く、何をやっても結果を出せない日々を送っていた。中学時代までは全くの無趣味で、人づきあいが悪く、空気を読むのが苦手でノリも悪い。そのため、孤立したり馬鹿にされてきた過去を持つ（竜胆を「初めてできた友人」と称している）。しゃべり口調は相手を問わずに同級生に対しても丁寧語。
要領の悪さから家事等も苦手。
猛勉強にもかかわらず第一志望の高校に落ち、滑り止めの私立高校に入学。しかし、手違いで奨励会員が生活するシェアハウス・かやね荘を下宿先として契約してしまい、困惑するも紆余曲折を経て入居し続けることになる。
泰金により将棋の才能を見出されたのを切っ掛けに、それまでルールすら知らなかったがプロ棋士を目指すようになる。
一点突破型の思考力（トンネルマインダー）と評され、可能な手を全て考えるやり方のため終盤戦の寄せや詰め、詰将棋ではミス無く最後まで考え切れるが、序 - 中盤は可能手が多過ぎて何をしていいか迷い苦手としている。
だが、その都度小さな目標を立てて対応を考える、序盤の自手を矢倉囲いの戦法のみに絞るなどで対策を図り、その後二か月程度の特訓で克服された。
高校生からプロを目指すのは無謀とも言える行動であり、泰金から「まず東京で一番になってこい」と課題を与えられ、高校の部活の大会で優勝を目指すことになった。
竜胆とともに参加した都大会の団体戦では、本来三人一チームのところ二人で出場したため大将を務め、岬慎吾や仙國元春ら格上の実力者と戦うことになる。
その後の奨励会試験では、一次で斑木王四郎に負けるなど苦戦するが、信歩に何かを感じた大森の裁量によりかろうじて突破。奨励会員と対局する二次はあっさりと切り抜け入会に至った。
最終話となる二年後では降級点が付いてはいるが奨励会一級になっている。

### かやね荘
直井 泰金（なおい やすかね）
25歳の男性。誕生日は4月12日。身長は175センチメートル。荘の最年長かつリーダー的存在。 愛想が良く、笑顔を絶やさない。名前にある駒は「金」。家主ではなく、あくまでもシェアハウスの住人。
かやね荘ではもっぱら棋譜並べで研究をしており、対局することはほとんど無かった。
物語開始時点で奨励会三段。早くから奨励会に入り三段リーグ入りするも、そこで十年間四段に上がれず年齢制限で退会になる26歳が迫っている。
天才に置いて行かれてもいつか報われると信じて努力を続けていると語り、何をやっても結果を出せず悩んでいた信歩を励ました。
稀代の天才と呼ばれる程の才能の持ち主だったが、将棋への信念が無いまま強くなってしまった為、自分が勝つ事で他人を蹴落とす事に恐れを抱くようになる。
その結果大一番でいつも勝てず、上位二人がプロに昇格する三段リーグで万年三位にとどまっている。
リーグを突破できずノイローゼになるほど追い込まれて駒の音すら煩わしく感じてしまった泰金は、次の住人は奨励会員でなくていいとリクエストを出し、そこで来たのが信歩であった。
二年後は六段、順位戦B2でタイトル挑戦者にまでなっている。
県 銀雅（あがた ぎんが）
24歳の男性。誕生日は10月10日。身長は183センチメートル。名前にある駒は「銀」。
歳が近い泰金とは仲が良い。冷静沈着で寡黙だが、信歩の特訓に付き合ううちに香月との約束をすっぽかしてしまう天然な一面も。寿司とコーヒーが大好き。あまり他人には干渉しないタイプ。
奨励会三段。
二年後は五段になっており、オープン戦で九段を破って優勝するなど躍進している。
弥代 桂司（やしろ　けいし）
16歳の少年。誕生日は2月3日。身長は172センチメートル。信歩にとっては兄貴分的存在。名前にある駒は「桂馬」。姓が違うが歌川とは兄弟。
明るく社交的。派手な髪色に加え派手な服装。ゲーム好き。人当たりが大変良く、香月・みなとに比べ信歩に対しても親切。棋力は奨励会員の中では下位で、ルームメイトの間でも、しばしば指摘されている。
奨励会初段。
二年後は忙しくなって荘を出た泰金の代わりにリーダー役を務めている。段位については触れられてないが、四段までには至っていないようである。
桜井 香月（さくらい かづき）
16歳。誕生日は9月23日。身長は158センチメートル。一人称は「僕」。中性的なルックスで性別は最後まで明かされず、不明である。作中で女性と思われる描写が数回ある一方で、男性と思われる描写も数回ある。名前にある駒は「香」。
綺麗好きでスリッパを必ず履いている。ヘッドホンを常備しており音楽を聴きながら対局に臨む。生真面目で神経質な性格。冗談等を言う事はほとんどなく、毒舌家的なスタンスで接し、信歩にも厳しい言葉を投げかけるが、同時に助言を送るなどの気遣いを見せる。桂司と仲が良く、毒舌を吐きながらもじゃれあいのような小喧嘩を頻繁に行っている。
奨励会初段。
将棋に対する情熱は相当な物で、例会の対局で負けるたびにトイレで吐くほど入れ込んでいる。
将棋を知った日にプロを目指すと口にした信歩に当初はきつく当たっていたが、信歩の才能を目の当たりにしてすぐに態度を改めた。
二年後では桂司同様段位については触れられなかった。
風丘 みなと（かざおか - ）
15歳の少女。誕生日は8月1日。身長は161センチメートル。千賀高校の1年生。名前にある駒は「と」。
露出の激しい服を好む。かやね荘の住人の前ではだらしがないが、外では澄ましている。
信歩とは同じ高校の同級生だが、学校ではあまり交流がない。なにかと信歩のことを気にかけ、彼女の助言で信歩は高校の将棋部に入部した。信歩に対して、がんがん本音をぶつける為、そのことによって彼を困惑させてしまう事も多い。
幼少の頃に竜胆と指した経験がある。
奨励会一級。かやね荘には中学から住んでいる。
二年後、作中では来期（時期は夏と思われるため、十月から）より三段リーグ入りと報じている。
現実では2015年12月、西山朋佳が20歳で女性二人目となる三段リーグ入りをして最年少記録を更新しているが、みなとはそれよりも二歳ほど若いことになる。
また、信歩のことを好きになったため、彼の前ではだらしない態度を控えるようになった。

### 千賀高校
藤川 竜胆（ふじかわ りんどう）
高校一年生、15歳。誕生日は4月19日。身長は173センチメートル。男性。信歩の同級生で、名人・藤川雁龍を祖父に持つ。名前にある駒は「竜」。
信歩にとって「初めてできた友人」（竜胆は表では認めていないが、内心では友人と認めている）。
表面的には人当たりが厳しいが、信歩を気遣う一面があり、信歩からは「性根は優しい」と認識されている。
百合峰蒼馬とは幼少期からの将棋友達。
「藤川杯を取ったら奨励会に行く」と意気込んで望んだ藤川杯決勝で蒼馬に追い詰められ、さらに勝ちを譲られてしまう。このことで今までずっと手を抜かれていたと悟り、激しく打ちのめされた竜胆は奨励会を先送りにし、本気を出した蒼馬ともう一度戦って雪辱を果たすことを目標に動き出す。
大会に出るため部活を作って一人で活動していたが、蒼馬は団体戦にしか出ないことを知り、信歩とともに二人で都大会に挑むことになる。
蒼馬との因縁を解消した都大会後には奨励会の道を目指す。
一次試験では信歩と潰し合いになる事を嫌い、中学三年時に指定大会の優勝によって得た権利で試験を免除にした。
二年後は奨励会二段になっているが、同時に入会した斑木より昇段が遅れたことを根に持っている。

### 鎌谷商業高校
相楽 十歩（さがら じっぽ）
高校一年生、15歳。誕生日は3月21日。身長は159センチメートル。男性。名前にある駒は「歩」。
才能の塊で、様々なゲームで敵を寄せ付けない程に圧倒してしまうため、コンテンツ殺しの天才プロゲーマーの異名を持つ。
インターネット（主に動画サイト）界隈ではjippo（ジッポ）の名称で活動する。
在籍する高校には全く通わずにゲームを一日20時間プレイする日々に明け暮れる。しかし、ある時に「観覧者はキャラを動かしている十歩自体には興味がなく、興味の対象はキャラが動いている画面だけ」という事に気づいて葛藤する。将棋のお互いの思考を読みあうという点に関心を抱き、当初は攻略を目的として将棋の研究を始める。
信歩が初めて参加した大会にたまたま参加し、そこで優勝候補の有名アマをスマホを含めた四面指しをしながら勝利する。
続く信歩との対局を切っ掛けに攻略を目的に始めた将棋に本気で取り組むようになり、プロゲーマーを引退。将棋部のある鎌谷商業高校に転入し、現在はきちんと登校している。
ゲームの影響で独特な喋り方をしていたが、転入を機に辞めている。
信歩ともう一度戦うことを目指して都大会に望むが、岬率いる駒江第一高校に敗れて再戦は叶わなかった。
二年後では高校玉竜戦なる大会に優勝して奨励会一級への編入資格を得ていた。

### 将和高校
百合峰 蒼馬  (ゆりみね あおば）　
高校一年生、16歳。誕生日は6月16日。身長は179センチメートル。男性。名前にある駒は「馬（竜馬）」。髪の毛は天然(クセ毛)
竜胆とは幼なじみで、出会った後に独学で将棋を学び、対戦相手になる。
短期間で腕を上げた蒼馬はある時竜胆に勝てる手を見つけるが、勝ってしまったらもう指してもらえなくなると思い、以降手を抜いて指すようになる。だが藤川杯はプロの世界を目指す竜胆との最後の勝負になるかもしれないと考え、全力で指した結果、竜胆に負けを確信させることに。竜胆がこの大会にかける気持ちを知っていた蒼馬は、優勢でありながら投了を選び、それが竜胆に追い打ちを与えることになってしまった。
実のところは竜胆と遊びたかっただけであり、それが伝わった決勝戦で因縁は解消されることになる。
その後も奨励会には入らなかったが竜胆と対局している姿は見受けられる。
仙國 元春（せんごく もとはる）
高校三年生、17歳。誕生日は1月8日。身長は175センチメートル。男性。将棋部部長で昨年の都大会個人戦覇者。
過去に奨励会の入会試験に落ちた経験があり、天才と凡人で住む世界が違うと痛感する。この一件で将棋を嫌いになりかけるが、嫌いになりたくない一心でレベルを落とした部活将棋に居場所を移す。
奨励会に挑もうとする信歩を自分と同じ凡人でありながら天才に挑もうとする無謀な者だとし、敵意を燃やす。
信歩と対戦した決勝では岬とは違い矢倉に有利とされる振り飛車穴熊を選択するが、追い詰められ矢倉以外を指せるようになった信歩の端攻めに防戦一方になる。しかし、最終的には勝利した。
卓球漫画「ピンポン」のドラゴンを元にしたキャラ。

### 駒江第一高校
岬 慎吾（みさき しんご）
高校三年生、17歳。誕生日は9月3日。身長は169センチメートル。男性。竜胆からは「東京都内でもトップクラスの棋士」と称された。子供の頃から将棋をしているが、TV中継された対局で悪あがきを嫌い早期の投了をした歌川五段（当時）の姿を見て、「劣勢になったらすぐに投了するのが潔い」と解釈し、それを美学として持つようになってしまう。
だが、その美学が原因でチームを敗退させた経験から序盤、中盤を鍛えて優勢を維持したまま逃げ切るスタイルを取るようになる。
都大会では十歩を下した後に信歩と対戦。矢倉一本の信歩に対して振り飛車をすれば負けは無いと思われた状況で、棋譜の美しさのために相矢倉を選択。元々の実力差から中盤まで優勢を保つものの、終盤に追いつかれてしまう。劣勢になったことで投了を考えるが、部のためと奮起し間違った美学を捨て粘る姿勢に変わる。
士 彰人（つかさ あきひと）
高校二年生、16歳。誕生日は6月30日。身長は183センチメートル。男性。中学まで将棋は趣味でやっていたが、高校でも岬に引っ張られる形で続けている。
昨年東京都の新人戦で優勝しているなどかなりの実力はあるが、都大会で当たった竜胆には敵わなかった。

### プロ棋士
小鳥遊 阿門（たかなし あもん）　
43歳、男性。誕生日は8月20日。身長は184センチメートル。ぬいぐるみや玩具などを集める趣味があるが、飽きっぽくすぐに興味を無くす。
元真剣師から将棋連盟会長の計らいにより特例で、37歳の時にプロ棋士となる。
一期のみだが順位戦A級に在籍した経験があり、段位は八段。
プロ入りから5～6年という短さでA級に上がったが、そこで自分の実力に限界を感じて一線を退き、今は後進の育成に移っている。
個性的な弟子ばかり取るため辞めていく人が多く、彼の門下は周囲から「奨励会員の墓場」と呼ばれている。
手続きの手違いでやって来た信歩と意気投合し、師匠になることに。信歩を含めて弟子には非常に甘い。
歌川 雪之丞（うたがわ ゆきのじょう）
26歳、男性。誕生日は10月10日。身長は194センチメートル。
姓が違うが桂司とは兄弟。父もプロ棋士で、桂司は別れた母側に引き取られた。
少年時代に泰金とともにかやね荘を立ち上げている。歌川が三段に上がった頃、先に三段に上がったものの抜け殻のようになっていた泰金を見ていられず荘を去っている。
小鳥遊門下で初のプロ棋士、七段。
二年後では新名人になっている。

### 奨励会
斑木 王四郎（まだらき おうしろう）
14歳、男性。誕生日は3月7日。身長は165センチメートル。名前にある駒は「王」（「斑」の字の中にも「王」の字が2つある）。
一億人に一人と言われる病気持ちで右目はまったく見えない。何が起きても「そういう運命だった」と思う運命論者。
長期の入院生活で学校には行っておらず、眼に悪いという理由で真っ白な部屋でTV等を禁止されて生活していた。
そこで兄達が暇つぶしにと置いていった将棋を始めたが、王四郎の才能を見て奨励会員だった三人の兄達は心が折れてしまい、将棋を諦めて医者や弁護士になった。
居眠り運転のトラックが突っ込んできても衝突現場から何事も無く出て来るなど超然とした人物である。
奨励会一次試験において「全部勝つ」との宣言通り、信歩と対局した時も危なげなく勝ち、六戦全勝で通過している。
二年後は竜胆よりも少しだけ早く二段になっていた。
立花 明日美（たちばな あすみ）
小学生の女装男子。盤外戦術で対戦者を煽ってくる。
奨励会試験で信歩と対局する。初戦で負けて動揺している信歩に勝利した。
二年後、泰金と銀雅が抜けたかやね荘の新住人になる。
五所川原 満（ごしょがわら みつる）
小学生の男性。台詞に四字熟語を混ぜてしゃべる。奨励会試験で信歩と対局した。
明日美とは相性が良いらしくこれまでの戦績では勝ち越している。
二年後、明日美とともにかやね荘の新住人になる。
小鳥遊の弟子
三頭身のデフォルメされた体型をした左沢（あてらさわ）と、背の高いメガネをかけた男性（名称不明）の二人。
同じ小鳥遊門下でプロとして大成した歌川の存在を励みに頑張っている。

### その他
藤川 雁龍（ふじかわ がんりゅう）
元プロ棋士。伝説的な名人。藤川竜胆の祖父。故人。
文字通り生涯現役の勝負師だった。彼に由来するタイトルに藤川杯がある。
大森（おおもり）
奨励会幹事で28年度奨励会試験の責任者。
一次試験を受けに来た信歩に新しい風を呼ぶ可能性を感じ、自らの裁量で試験を合格させた。
その後も、三段リーグ対局中の部屋に信歩たちが闖入しようとするのを静かにすることを条件に見逃すなど、信歩とかやね荘住人を気にかけている。
能塚（のづか）
千賀高校一年生で信歩やみなとと同級生。十歩のファン。配信で信歩と十歩の対局を見て信歩に好意を持つようになる。黒い髪に黒い眼鏡。実は巨乳。
都大会では信歩の応援に駆け付けた。

## 用語
かやね荘
東京都渋谷区にある4LDKのシェアハウス。
家賃は3万円。千駄ケ谷駅から徒歩10分。本来は奨励会員であることが入居条件だが、手違いで信歩が入居し（本当は手違いではなかったが）、荘の財政的な理由もあってそのまま暮らしている。
千賀高校
東京都の私立高校。信歩・みなと・竜胆らが通う。将棋部には信歩と竜胆が所属する（顧問は校長）。

## 登場した戦法
- 矢倉囲い - 第七局で初登場。第十四局以降は信歩にとって定番の戦法となる。
- 早繰り銀 - 第八局で十歩が信歩の矢倉囲いに対して使用。
- 振り飛車（四間飛車） - 第十五局で泰金が信歩に対して使用。

## 書誌情報
- 池沢春人・橋本崇載（監修） 『ものの歩』 集英社〈ジャンプ・コミックス〉、全5巻
  1. 「一枚の歩」2016年1月9日発行（2016年1月4日発売[集 1]）、ISBN 978-4-08-880587-0
  2. 「2人の歩兵」2016年3月9日発行（2016年3月4日発売[集 2]）、ISBN 978-4-08-880633-4
  3. 「たった三手の物語」2016年5月7日発行（2016年5月2日発売[集 3]）、ISBN 978-4-08-880674-7
  4. 「溝を征く者」2016年8月9日発行（2016年8月4日発売[集 4]）、ISBN 978-4-08-880753-9
  5. 「かやね荘」2016年9月7日発行（2016年9月2日発売[集 5]）、ISBN 978-4-08-880811-6